# The American Historical Review
The American Historical Review (с англ. — «Американское историческое обозрение», сокращённо англ. AHR) — старейший исторический научный журнал США, официальное издание Американской исторической ассоциации (англ. American Historical Association — AHA).

## История

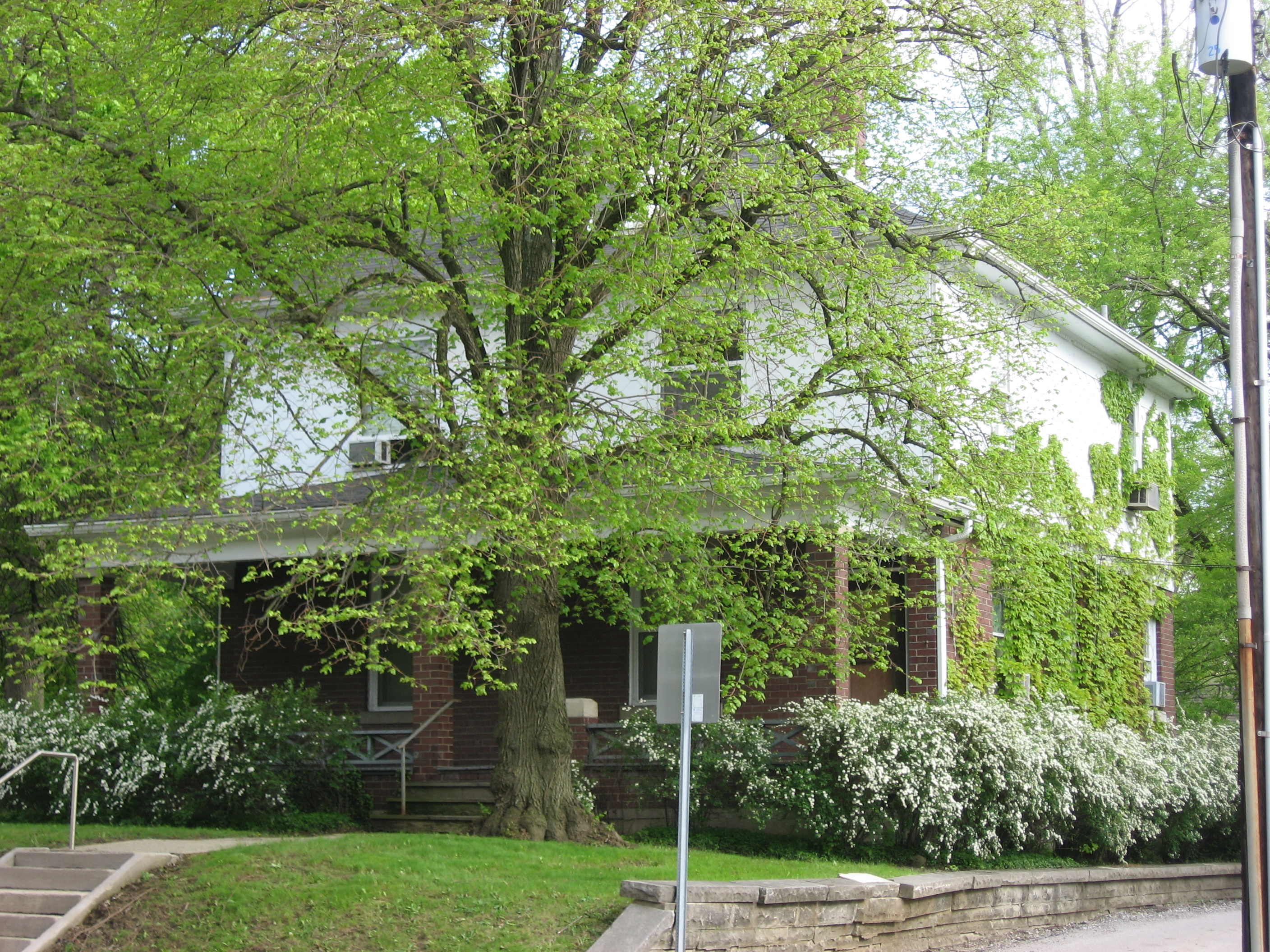
Здание редакции журнала в Блумингтоне

Журнал был создан в 1895 году «для продвижения исторических исследований, сбора и сохранения исторических документов и артефактов, а также распространения исторических исследований». С самого начала журнал должен был объединить американских историков. Для этого было решено, что наиболее значительные направления будут представлены в журнале в равной мере.
С середины 1970-х годов редакция находятся в Индианском университете в Блумингтоне. Руководит изданием консультативный совет из 12 членов, которые регулярно переизбираются. Посты главного редактора и его заместителя по традиции занимают представители исторического факультета Индианского университета. Начиная с октября 2007 года (том 112, выпуск 4) журнал издавался издательством Чикагского университета. С 2012 года издаётся издательством Оксфордского университета.
Как отмечает в 2012 году Наталья Потапова: "С 2000 года американские исследования на страницах AHR все чаще представляют вместо дробного, хаотичного пространства с размытыми границами и сложным переплетением взаимосвязей новый глобальный мир, в котором должна победить демократия и свобода".
"AHR, «Соединенные исторические штаты», контролирует пропорциональное представительство разных позиций в отношении заданной для исследования темы, стараясь представить мнение «большинства» в группе, сгладить крайние идеологические и интеллектуальные позиции, представить публике интеллектуальный «мейнстрим». Редколлегия позиционирует его как издание «большинства» в профессиональном сообществе - от мнения и интереса этого большинства, читателей и подписчиков, журнал зависит интеллектуально и финансово, как государство зависит от своих налогоплательщиков. Журнал традиционно видит свою миссию в том, чтобы консолидировать историческую дисциплину, представить читателю консолидированное представление доминирующих сил в пространстве современной американской историографии", - отмечала Наталья Потапова.

## Издание
Журнал издаётся 5 раз в год, в феврале, апреле, июне, октябре и декабре, и представляет собой академическое издание с научными статьями и рецензиями. Каждый выпуск как правило, насчитывает около 400 страниц. Каждый год в журнале печатаются около 25 научных статей, а также критические обзоры около 1000 текущих научных публикаций по всему спектру истории. Тираж около 18 000 экземпляров, самый большой среди исторических журналов США.